# Thomas Anthonios Valiyavilayil
Thomas Anthonios Valiyavilayil OIC (ur. 21 listopada 1955 w Adoor) – indyjski duchowny syromalankarski, w latach 2015–2022 egzarcha a następnie eparcha Khadki, eparcha Gurgaon od 2022.

## Życiorys
Święcenia kapłańskie przyjął 27 grudnia 1980 w zakonie betanów. Był m.in. mistrzem zakonnego postulatu i ekonomem, wykładowcą seminarium w Trivandrum, radnym generalnym zakonu oraz kanclerzem kurii arcybiskupa większego.
25 stycznia 2010 otrzymał nominację na biskupa kurialnego Trivandrum oraz biskupa tytularnego Igilgili. Chirotonii udzielił mu 13 marca 2010 zwierzchnik Kościoła syromalankarskiego, Baselios Cleemis Thottunkal.
26 marca 2015 został mianowany zwierzchnikiem nowo powstałego egzarchatu w Khadki, zaś po podniesieniu tejże jednostki do rangi eparchii (23 listopada 2019) został jej pierwszym eparchą.
7 maja 2022 został mianowany eparchą Gurgaon.